# Oscar Swahn
Oscar Swahn (n. 20 octombrie 1847, Comuna Tanum, Gothenburg and Bohus County⁠(d), Suedia – d. 1 mai 1927, Stockholm, Suedia) a fost un trăgător de tir suedez. Medaliat la Jocurile Olimpice de vară din 1908, 1912 și 1920, Swahn a rămas în istorie ca cel mai vârstnic participant la o competiție olimpică - în timpul olimpiadei din 1920 avea 72 de ani și a câștigat o medalie de argint.